# Hervé This
Pour les articles homonymes, voir This.
Hervé This né le 5 juin 1955 à Suresnes, est un physico-chimiste français. Il est connu pour être l'inventeur avec Nicholas Kurti de la discipline scientifique nommée « gastronomie moléculaire et physique », abrégé en gastronomie moléculaire, mais aussi de la cuisine moléculaire. Après avoir introduit le « constructivisme culinaire » et la « cuisine abstraite », il a proposé  en 1994 la cuisine de synthèse, surnommée « cuisine note à note ».

## Biographie
Hervé This naît le 5 juin 1955 à Suresnes de parents médecins et psychanalystes, Bernard This et Claude This (née Jacquemin),. Dès l'âge de 6 ans, il se passionne pour les sciences, notamment  la chimie et la physique. Il étudie au lycée Janson-de-Sailly à Paris, puis intègre l'École supérieure de physique et de chimie industrielles de la ville de Paris en 1976,. En parallèle, il suit des cours de licence en lettres modernes à l'université Paris-Sorbonne.
En 1980, après avoir raté une recette de cuisine dont il n'avait pas respecté scrupuleusement les étapes, il essaye de comprendre le mécanisme physico-chimique de son erreur. Il poursuit, dans son laboratoire personnel, par des explorations physico-chimiques de ce qu'il a nommé des « précisions culinaires » (trucs, astuces, tours de main, dictons, proverbes, etc.) et en fait un domaine d'études. Il crée en 1988, avec le physicien hongrois Nicholas Kurti, une nouvelle discipline scientifique : la « gastronomie moléculaire et physique », dont il simplifie parfois le nom en « gastronomie moléculaire »,, : il s'agit d'explorer scientifiquement les mécanismes des phénomènes qui surviennent lors des transformations culinaires.
Simultanément, à partir de 1980, il promeut une rénovation des techniques culinaires, ce qui engendre un premier courant culinaire qu'il nommera   « cuisine moléculaire »  en 1999 (à noter que la nouvelle technique, molecular cooking en anglais, a engendré un style, nommé molecular cuisine).
En 1992, il crée avec Nicholas Kurti les « International Workshops on Molecular and Physical Gastronomy » au Centre Ettore Majorana for Scientific Culture (Erice, Sicile). Ceux-ci sont renommés International Workshops on Molecular Gastronomy N. Kurti à la mort de Nicholas Kurti. Il en reste alors seul directeur. Puis, en 2015, il reprend l'organisation de ces ateliers à Paris. Ces réunions scientifiques internationales ont lieu tous les ans.
En 1995, à la demande de Guy Ourisson, il passe sa thèse de sciences sous le titre « La gastronomie moléculaire et physique » à l'université Pierre-et-Marie-Curie, devant un jury comprenant Jean-Marie Lehn, prix Nobel de chimie, Pierre-Gilles de Gennes, prix Nobel de physique, Pierre Potier, Nicholas Kurti, Georges Bram, notamment.
La même année, Jean-Marie Lehn l'invite à faire ses recherches de gastronomie moléculaire dans le Laboratoire de chimie des interactions moléculaires du Collège de France.
Puis en 1999, à l'invitation de Guy Ourisson, alors président de l'Académie des sciences, il passe son habilitation à diriger des recherches à l'université Paris-Sud (jury comprenant Étienne Guyon, alors directeur de l'École normale supérieure, Guy Ourisson, alors président de l'Académie des sciences, Xavier Chapuisat, alors président de l'université Paris-Sud, Alain Fuchs, président du CNRS, Georges Bram, et le cuisinier Pierre Gagnaire).
En 2000, il entre à l'Institut national de la recherche agronomique (Inra, devenu Inrae), et mène ses recherches dans son laboratoire du Collège de France, créant alors le Groupe Inra de gastronomie moléculaire. À la même époque, il crée les Séminaires Inra de gastronomie moléculaire, rencontres mensuelles (d'abord au sein de l'École supérieure de cuisine française du Centre Grégoire Ferrandi de la Chambre de commerce de Paris, puis au Lycée Guillaume Tirel, à Paris) où sont testées des « précisions culinaires ». Ces séminaires, qui continuent aujourd'hui, se font généralement le troisième mercredi de chaque mois, et ils donnent lieu à des comptes rendus diffusés par e-mail et mis en ligne sur le site du Centre Inrae-AgroParisTech de gastronomie moléculaire. Ils ont pris diverses formes, et se sont nommés, à un moment « Réunions du Groupe d'Étude des Précisions Culinaires ». Ils ont essaimé, avec d'autres séminaires analogues qui ont été créés dans les Pays de la Loire, dans le cadre du Pôle Science et Culture Alimentaire des Pays de la Loire, en Franche-Comté, dans le cadre du Pôle Science et culture alimentaire de Franche-Comté, mais aussi à Cuba, New York, Athènes, Montréal, Buenos Aires.
Puis il propose plusieurs autres courants culinaires, tels que le « constructivisme culinaire », ou encore la « cuisine abstraite ». En 1994, il propose enfin une rénovation complète de l'alimentation : la cuisine de synthèse, technique qui correspond au style nommé « cuisine note à note », présentée pour la première fois dans un article publié dans la revue Scientific American en avril 1994. Il s'agit de la création d'aliments à partir de composés chimiques purs.
Il a publié de nombreux livres sur des questions scientifiques et culinaires variées. Il y présente les mécanismes de nombreuses transformations culinaires.
En 2014, à la demande de l'Inra et d'AgroParisTech, il a contribué à créer l’International Centre for Molecular Gastronomy AgroParisTech-INRAE, dont il a été nommé directeur par le Comité exécutif. Le même jour, il a annoncé la création de l'International Journal of Molecular and Physical Gastronomy, dont il est le créateur, le secrétaire et l'un des membres du comité éditorial.
En mai 2016, avec Dominique Job et Nadine Vivier, également membres de l'Académie d'agriculture de France, il crée un journal scientifique en ligne, gratuit et ouvert, à double anonymat pour le processus d'évaluation : les Notes Académiques de l'Académie d'Agriculture de France (N3AF), du Comité éditorial duquel il est membre et l'un des cinq secrétaires éditoriaux.
Sa carrière est centrée sur ses travaux scientifiques, mais il a également une intense activité d'animation et de communication scientifique.

### Travaux scientifiques
Ses études scientifiques font classiquement l'objet de publications dans des revues scientifiques. Elles ont concerné l'analyse des précisions culinaires, avec quelques axes privilégiés : constitution des bouillons, modifications de la couleur des aliments en cours de cuisson mais, surtout, exploration des systèmes dispersés, et, notamment, échanges entre des systèmes de type « gel » et un environnement liquide (« eau » ou « huile »).
Depuis 2012, il explore notamment la  bio-activité  des systèmes de type gels, dont il a identifié les différentes formes, montrant l'existence de seize gels de classe 1 et d'un peu moins de 1 500 gels de classe 2. En 2013, il a découvert les « dynagels ». Puis il a poursuivi ces travaux en identifiant les suspensions de classes 1 et 2.
Il a notamment introduit en 2002 un formalisme de description des systèmes colloïdaux (DSF, pour disperse systems formalism),, et, en 2012, une théorie générale de la bio-activité. Parmi des travaux plus ponctuels, il a montré - en étant le premier à « décuire » un oeuf - que les blancs cuisaient par formation de ponts disulfure, que la cuisson des œufs à des températures précises conduit à des résultats jusqu'alors inconnus (œufs cuits à 62 °C, 63 °C, 64 °C, 65 °C ou « oeuf parfait », 66 °C, 67,5 °C etc.) ou comment faire des mousses au chocolat (« chocolat Chantilly ») au fromage (« fromage chantilly »), au foie gras (« foie gras chantilly »), au beurre cru ou noisette (« beurre chantilly ») sans œufs, avec seulement, respectivement du chocolat du fromage, du foie gras, du beurre, et de l'eau. Dans ses études, il utilise souvent la spectroscopie de résonance magnétique nucléaire quantitative et il a introduit la spectroscopie de résonance magnétique nucléaire quantitative in situ.

### Activité technologique
Ces travaux scientifiques ont des applications technologiques et techniques.
Hervé This est également connu pour son usage de l'azote liquide afin de fabriquer rapidement des crèmes glacées. Il travaille depuis 1998 avec le chef français Pierre Gagnaire, avec qui il a écrit plusieurs livres et pour lequel il a effectué plus d'une centaine d'inventions, décrites sur le site de Pierre Gagnaire, notamment l’œuf parfait qu'il a inventé dès 1995 (devenu ensuite les « œufs à 6X °C ») ou la sauce « Kientzheim », ainsi nommée en l'honneur de son village, en Alsace.

### Travaux de diffusion scientifique
Éditeur scientifique durant plusieurs mois aux éditions Belin en 1980, il a travaillé à la revue Pour la science de 1981 à 2000, comme rédacteur, puis rédacteur en chef adjoint, et enfin rédacteur en chef. Là, il a également dirigé plusieurs collections de livres de vulgarisation scientifique. Simultanément, il participait régulièrement à des émissions de radio (par exemple, Le Panorama de France-Culture), de télévision (directeur scientifique de Archimède sur Arte, et Pi=3,14… sur France 5).
En 2000, à la demande du ministre de l’Éducation nationale Jack Lang, il met au point  des activités pédagogiques nommées « Ateliers expérimentaux du goût », entre autres pour sensibiliser les enfants des écoles primaires à la gastronomie et à l'alimentation. Puis, à partir de 2004, à la demande du Rectorat de Paris, il a créé les « Ateliers science & cuisine », pour les collèges et lycées. Simultanément, en relation avec le Ministère de l'Éducation nationale et de l'Inspection Hôtellerie-Restauration, il a contribué à la réforme des enseignements d'hôtellerie restauration, éradiquant les notions fausses de « cuisson par concentration » ou de « cuisson par expansion », enseignées depuis 1901 (de nombreuses autres erreurs ont été corrigées), et contribuant à former les enseignants d'hôtellerie restauration par des cours de gastronomie moléculaire dispensés aux futurs enseignants de l'Éducation nationale (cela fait l'objet de son livre « Traité élémentaire de cuisine »).
Il tient une chronique mensuelle Science et Gastronomie dans la revue Pour la science, mais aussi des chroniques dans Charcuterie & Gastronomie, les Nouvelles Gastronomiques, L'Hôtellerie Restauration, Nutritions Infos, le Journal du Club Toques blanches international, et il intervient souvent dans Les p'tits bateaux, émission pour enfants de Noëlle Bréham sur France Inter.
En 2004, il crée les Cours de gastronomie moléculaire d'AgroParisTech, des cours en ligne gratuits, non diplômants, qui restituent publiquement jusqu'en 2014, sur deux jours pleins, les travaux d'une année, sur un thème nouveau chaque année
C'est cette même année qu'il contribue à créer l'Institut des hautes études du goût, aujourd'hui « Hautes Etudes de la Gastronomie », co-animé par l'université de Reims Champagne-Ardenne et l'École Le Cordon Bleu.
Et c'est également en 2014 qu'il crée la Fondation science & culture alimentaire, à l'Académie des sciences, dont il est alors nommé directeur scientifique. Pour cette fondation, il suscite la création de pôles régionaux, qui réunissent les publics régionaux autour du fait alimentaire : grand public, artisans, agriculteurs, industries, enseignement, recherche. Le premier pôle a été créé en 2004 en Franche-Comté, animé par l'ENILBIO. Puis a été créé le Pôle Midi-Pyrénées, puis le Pôle Picardie, le Pôle Poitou-Charentes, le Pôle Pays de la Loire, le Pôle Haute Normandie, et, en 2018, le Pôle Science & Culture Alimentaire d'Alsace.
En 2006, il est qualifié professeur des universités (section 31), date à laquelle il déménage son laboratoire à AgroParisTech, dans le Laboratoire de chimie analytique. Aujourd'hui, le Groupe de gastronomie moléculaire est dans l'Équipe GePro de l'UMR 0782 SayFood Inrae-AgroParisTech, sur le Campus Agro Paris-Saclay, à Palaiseau.
Après avoir été élu à l'Académie d'agriculture de France, de 2010 à 2019, il y a été Secrétaire de la Section VIII (alimentation humaine).
Depuis 2012, il organise annuellement les International Contests for Note by Note Cooking.
À Kientzheim, il est président de l'Association des Amis des Orgues Valentin Rinkenbach de Kientzheim et membre de la Société d'histoire de Kientzheim.
En 2018, il a été élu à l'Académie des sciences, des lettres et des arts d'Alsace (il est membre du Comité directeur de l'Académie), et il a reçu le Bretzel d'or de l'Institut des arts et traditions populaires d'Alsace.

## Livres publiés
- Les secrets de la casserole, Éditions Belin, 1993.
- Révélations gastronomiques, Éditions Belin, 1995.
- La casserole des enfants, Éditions Belin, 1999.
- Six lettres gourmandes, Éditions Jane Otmezguine, 2002.
- Traité élémentaire de cuisine, Éditions Belin, 2002.
- Casseroles et éprouvettes, Éditions Pour la science/Belin, 2002.
- Avec Pierre Gagnaire, La cuisine, c'est de l'amour, de l'art, de la technique, Éditions Odile Jacob, 2006.
- Avec Marie-Odile Monchicourt, Construisons un repas, Éditions Odile Jacob, 2007.
- De la science aux fourneaux, Éditions Pour la science/Belin, 2007.
- Avec Pierre Gagnaire, Alchimistes aux fourneaux, Éditions Flammarion, 2007.
- Propos culinaires et savants, Éditions Belin, 2008.
- La Sagesse du Chimiste, Éditions du 81, 2009.
- Cours de gastronomie moléculaire, t. 1, Science, technologie, technique… culinaires : quelles relations ?, Éditions Quae/Belin, 2009.
- Cours de gastronomie moléculaire, t. 2, Les précisions culinaires, Éditions Quae/Belin, 2010.
- La cuisine note à note en douze questions souriantes, Éditions Belin, 2012 (traduit en anglais : Note by Note Cooking, the future of food, Éditions Columbia University Press).
- Mon histoire de cuisine, Éditions Belin, 2014.
- Le terroir à toutes les sauces, Éditions de la Nuée bleue, 2017.
- Handbook of molecular gastronomy, CRC Press, 2021.
- Calculating and Problem Solving Through Culinary Experimentation, CRC Press, 2023.

## Distinctions
Sélection des distinctions reçues par Hervé This :

### Ordres et décorations
- Chevalier de la Légion d'honneur.
- Commandeur de l'ordre du Mérite agricole
- Officier de l'ordre des Arts et des Lettres.
- Officier de l'ordre des Palmes académiques.

### Participations à des sociétés savantes
- Nommé membre de l'Association française pour l'avancement des sciences (décembre 1997).
- Membre de la Société chimique de France (depuis le 12 février 1998).
- Élu membre correspondant national de l’Académie de Stanislas (4 décembre 2006).
- Élu correspondant national dans la Section Filières alimentaires de l’Académie d'agriculture de France (16 décembre 2006).
- Élu membre associé de l'Académie royale des sciences, des lettres et des beaux-arts de Belgique (mai 2009).
- Élu membre de l'Académie d'agriculture de France (octobre 2010).
- Élu membre correspondant de l'Académie des sciences, lettres et arts d'Alsace (janvier 2018).

### Distinctions académiques
- Prix d'Alembert de la Société mathématique de France (1985).
- Médaille de l'Association des membres de l'ordre des Palmes académiques (2008).
- Docteur honoris causa de l'Institut de tourisme et d'hôtellerie du Québec (novembre 2003).
- Prix Francqui au titre national belge, Université de Liège, Centre de Gembloux AgroBioTech/Fondation Francqui[43].
- Docteur honoris causa de l'Université de Cluj-Napoca (Roumanie)
- Prix Sonning 2025[44]

### Prix littéraires
- Grand prix de la littérature gastronomique, hors catégorie du Salon international du livre gourmand pour Casseroles et éprouvettes (20 novembre 2002).
- Special Award du jury des Gourmand World Cookbook Awards pour La cuisine, c'est de l'amour, de l'art, de la technique, avec Pierre Gagnaire (23 décembre 2006).

### Prix télévisuels
- Prix Imagina de la meilleure production en image numérique de synthèse pour Archimède (février 2000).